# Highway Song
Highway Song ist ein Lied der schweizerischen Hard-Rock-Band Krokus.

## Hintergrund
Highway Song ist ein Song von Krokus, der auf dem zweiten Studioalbum To You All auf Position 1 zu finden ist. Er ist eine der ersten Kompositionen von Fernando von Arb und Chris von Rohr, den Hauptsongwritern der Band. Zu diesem Song wurde das erste Musikvideo der Band gedreht, wofür zeitweise ein Autobahnabschnitt abgesperrt wurde. Highway Song stand seit dem Einstieg des maltesischen Sängers Marc Storace nicht mehr im Liveprogramm der Band.

## Veröffentlichung als Single
Highway Song ist die einzige Single des Albums To You All, sie erschien als 7″-Vinyl. Da zum Debütalbum Krokus keine Single veröffentlicht wurde, war sie zugleich die erste Single der Band. In den Charts konnte sich die Single nicht platzieren. Als B-Seite der Single wurde der ebenfalls auf To You All befindliche Song Trying Hard verwendet.

## Titelliste
1. Highway Song (4:03) (Fernando von Arb/Chris von Rohr)
2. Trying Hard (3:40) (Tommy Kiefer)

## Besetzung
- Gesang, Keyboard, Percussion: Chris von Rohr
- Leadgitarre: Tommy Kiefer
- Rhythmusgitarre: Fernando von Arb
- Bass: Jürg Naegeli
- Schlagzeug: Freddy Steady